# Ordlek
Ordlek är ett stilbegrepp där man genom att använda ords olika betydelsemöjligheter eller ljudlikheter skapar paradoxer eller komiska effekter. Ordleken kan också vara ett sätt för författaren att visa sin skicklighet i att laborera med språket.
I Sverige har Tage Danielsson blivit känd för sina ordlekar. Exempel: "Utan tvivel är man inte riktigt klok."
Två andra ordlekar är "Två myror och en stack", samt "Bagare hade inte rent mjöl i påsen, smet".
Tungvrickare är fraser där fonetiska svårigheter i språket kombineras till svåruttalade men ofta underhållande kombinationer.